# Alladanus cephalatus
Alladanus cephalatus är en insektsart som beskrevs av Delong och Harlan 1968. Alladanus cephalatus ingår i släktet Alladanus och familjen dvärgstritar. Inga underarter finns listade i Catalogue of Life.